# Stick-Slip-Effekt
Stick-Slip-Effekt (von engl. stick ‚haften‘ und slip ‚gleiten‘) oder auch Haftgleiteffekt oder (selbsterregte) Reibschwingung bezeichnet das Ruckgleiten von gegeneinander bewegten Festkörpern. Bekannte Beispiele sind die Tonerzeugung bei Streichinstrumenten, das Zirpen von Insekten, das Quietschen von Schulkreide auf Wandtafeln, knarrende Türen, quietschende Bremsen oder Reifen, ratternde Scheibenwischer und die über einen Latex-Luftballon rubbelnde oder den Rand eines Trinkglases in Schwingung versetzende, nasse Fingerkuppe (siehe Glasharfe).

## Ursache
Der Effekt kann auftreten, wenn die Haftreibung merklich größer ist als die Gleitreibung:
{\displaystyle {\begin{aligned}F_{HR}\gg F_{GR}\\\Leftrightarrow \mu _{HR}\gg \mu _{GR}\end{aligned}}}
mit
- {\displaystyle F} für die jeweilige Kraft
- {\displaystyle \mu } für den jeweiligen Reibwert.

Dabei üben gedämpft gekoppelte Oberflächenteile eine schnelle Bewegungsfolge aus: Haften, Verspannen, Trennen und Abgleiten (s.u.: Mechanismus).
Der Effekt verschwindet, sobald die Reibpartner durch den Schmierstoff vollständig getrennt werden (hydrodynamische Gleitreibung).
Viskoelastische Materialien (z. B. Polymerschmelzen) zeigen einen ähnlichen Effekt, wenn ihr viskoses Fließen unter den hohen Scherkräften am Werkzeug (z. B. einer Düse) in ein Gleiten übergeht.

## Mechanismus

Modell zum Stick-Slip-Effekt

V sei ein Linearantrieb (Kurbel mit Gewindespindel), R symbolisiert eine Federkonstante und M die auf einer Platte liegende Masse.
Der Antrieb V führt dazu, dass die Feder R gespannt wird, bis die Federkraft die Haftreibungskraft der Masse M auf der Platte übersteigt (Trennen, sobald {\displaystyle F_{F}\geq F_{HR}}) und diese in Bewegung versetzt (Abgleiten, solange {\displaystyle F_{F}\geq F_{GR}}).
Bald überschreitet die Geschwindigkeit der Masse die Geschwindigkeit des Antriebs, wodurch sich die Feder wieder entspannt und die Federkraft sinkt. Aufgrund ihrer Trägheit bewegt sich die Masse ein Stück über den Punkt hinaus, an dem die Federkraft gleich der Gleitreibkraft ist, und bleibt dann stehen (Haften, sobald {\displaystyle F_{F}\leq F_{GR}}). Nach dem Anhalten holt der Antrieb erst dieses Stück auf und steigert dann wieder die Federspannung bis zur Haftreibungsgrenze (Verspannen, solange {\displaystyle F_{F}\leq F_{HR}}). Anschließend beginnt der Zyklus von vorn.
siehe auch: Zweipunktregler mit Hysterese

## Variationsbreite
Bei der Plattentektonik sind relativ kurze Gleitphasen (die Erdbeben) durch lange Pausen getrennt, weil die Reibung im Verhältnis zur Steifigkeit der Feder groß ist und der Antrieb langsam.
Bei einem Streichinstrument ist die Reibung klein und die räumlich verteilte Masse und Feder – die Saite ist beides zugleich – zu Schwingungen mit ihrer Eigenfrequenz fähig. Ein sauberer Ton entsteht, wenn die Gleitphase relativ lang ist.
Die zu dem Effekt führende Instabilität wird verstärkt, wenn die Verformung beim Spannen der Feder die aneinander reibenden Flächen dynamisch gegeneinander presst, die Entspannung dagegen die Pressung vermindert. Beispiel ist das Schieben der Gabel über den Teller.
Beim Schubladeneffekt dominiert der Einfluss der Geometrie, in seiner Reinform hat er nichts mit dem Stick-Slip-Effekt zu tun.

## Auswirkungen und Gegenmaßnahmen
Der Stick-Slip-Effekt ist in technischen Anwendungen häufig unerwünscht. Er erzeugt Lärm und Körperschall, der oft als unangenehm wahrgenommen wird (siehe Noise, Vibration, Harshness) und zu erhöhtem Verschleiß und Materialermüdung führen kann. Außerdem kann er die Durchführung kleinster Bewegungen, z. B. bei Präzisions-Werkzeugmaschinen, vollständig unterbinden.
Gegenmaßnahmen umfassen
- die Verringerung des Unterschieds zwischen Gleit- und Haftreibung, oft durch Verringerung der Reibung insgesamt, etwa durch Schmierung
- eine Erhöhung der Steifigkeit des Antriebs oder der Körper selbst
- Verringerung der beteiligten Massen
- größere Dämpfung
- eine die Instabilität mindernde Geometrie